# Hechizada (serie de televisión argentina)
Hechizada fue una sitcom argentina estrenada el 9 de enero de 2007 por la pantalla de Telefe. Protagonizada por Florencia Peña. Coprotagonizada por Gustavo Garzón y Georgina Barbarossa. También, contó con las actuaciones especiales de Jorge D'Elía y los primeros actores Hugo Arana, Adriana Aizemberg, Norma Pons y Arnaldo André. Y la participación de Sandra Guida como actriz invitada. Es una adaptación de la producción estadounidense Bewitched.

## Origen
Después de casi más de un año de haber sido promocionada por la pantalla argentina de Telefe, se estrenó "Hechizada", la adaptación para televisión de la serie estadounidense protagonizada por Elizabeth Montgomery. La encargada de protagonizar a la bruja Samantha fue Florencia Peña, y contó con las actuaciones de Gustavo Garzón como Eduardo y Georgina Barbarossa como Endora.
La serie se había empezado a producir en enero de 2006, pero los directivos del canal prefirieron posponer su salida al aire un tiempo más y de esta manera darle a Casados con hijos un final digno de sus fanes haciendo de la sitcom una segunda temporada. El dilema estaba en que Florencia Peña era Moni Argento, la "madre de familia", en Casados con hijos y debido a esto y por decisión del director artístico del canal, Claudio Villarruel, se postergó el estreno de Hechizada.

## Audiencia y Cancelación
El programa debutó el 9 de enero de 2007 con un índice de audiencia de 21.4 y perdiendo contra la producción de Pol-ka, Son de Fierro que había medido 22.6.
El programa estaba puesto a las 21.30, pero comenzando un par de minutos antes de las 22, para su tercera emisión se adelantó hasta las 21.15 y promediando 16 puntos era casi siempre lo más visto del canal, pero para el 7 de febrero, Telefe decide ponerlo a las 20.45, perjudicándolo al promedio de los 12 y siendo levantada repentinamente el 28 de febrero con más de 20 capítulos sin emitir.

## Elenco
- Samantha. Interpretada por Florencia Peña: es una joven que siempre soñó casarse con su príncipe azul. Luego de la boda, le cuenta a su esposo que ella es una brujita que ahora sueña con ser la típica ama de casa.

- Eduardo Santín. Interpretado por Gustavo Garzón: marido de Samy, trabaja en Roca-Landia publicidades, una importante agencia de publicidad. Siempre deseó conocer a la mujer ideal, una mujer para 'enmarcar'.

- Endora. Interpretada por Georgina Barbarossa: madre de Samantha, quien se la pasa apareciendo donde menos se los esperan para recriminarle a su hija la elección de haberse casado con un simple humano. Endora no entiende qué es lo que le ve su hija a Eduardo y no parará hasta ver a su hija feliz… o más bien, como Endora cree que debe ser feliz.

- Julio Roca. Interpretado por Jorge D'Elía: jefe de Eduardo y uno de los dueños de Roca-Landia publicidades. Él considera a Eduardo su mejor amigo o su hermano de acuerdo a su conveniencia. Un psicópata encantador, enamorado de su mujer, Esther, pero a la vez un enamorado de todas las mujeres.

- Esther. Interpretada por Sandra Guida: esposa de Julio Roca, el jefe de Eduardo.

- Olga y Cornelio. Vecinos de la casa de al lado. Olga es la única que todo el tiempo conoce la verdad sobre la condición de Samantha y Endora, pero nadie parece tomársela en serio, sobre todo Cornelio quien está convencido de que Olga tiene algunos problemas en la cabeza. Olga es interpretada por Adriana Aizemberg (en la mayoría de los capítulos), y por Norma Pons (en los 2 últimos capítulos) y Cornelio por Hugo Arana respectivamente.

- Mauricio. Es el papá de Samantha, esposo de Endora, y también es el suegro de Eduardo. No es un protagonista, porque aparece en un solo capítulo. Es interpretado por Arnaldo André.